# BASIC 1.0
Le BASIC 1.0 est le langage BASIC standard des ordinateurs Thomson (MO5, TO7, etc.), celui qui fait référence pour toute la gamme. C'est une implémentation du BASIC Microsoft (BASIC-69). Sur MO5, le jeu d'instruction est réduit et la double précision n'est pas implémentée, afin de faire tenir l'interpréteur dans les 12 Ko de ROM disponibles (au lieu de 16 Ko sur TO7). Une version étendue, incluant le DOS et de nouvelles instructions a été produite sous le nom BASIC 128 pour TO7-70, TO9, MO5NR et MO6. Une version encore améliorée appelée BASIC 512 équipe les TO8/8D et TO9+.
Le BASIC 1.0 regroupe tous les ordres courants pour un interpréteur BASIC de l'époque, en particulier les ordres FOR..NEXT, GOSUB..RETURN, IF..THEN..ELSE, l'utilisation des instructions DATA/READ/RESTORE.
Il était même capable d'utiliser des instructions évoluées pour l'époque comme ON..GOTO et ON..GOSUB qui sont l'équivalent du case select..end case d'aujourd'hui.
Il a permis dans le cadre du Plan informatique pour tous d'initier les enfants de France à la programmation, puisque trois langages principalement étaient enseignés : le LSE, le BASIC et le LOGO. Les manuels scolaires qui proposaient des programmes en BASIC les proposaient en BASIC 1.0 pour Thomson et quelquefois en ExelBasic pour l'Exelvision EXL 100.
C'est un langage interprété, c'est-à-dire qu'il lisait les instructions et les interprétait pendant l'exécution du programme. Ce qui pour certains cas (lecture et écriture avec des Poke et Peek), prenait parfois jusqu'à 200 fois plus de temps que les mêmes instructions en langage machine (cas des Peek Poke notamment).
Comparé aux langages Basic des autres ordinateurs 8 bits de l'époque (Apple II, Commodore 64, Atari 8 bits, MSX, Amstrad CPC etc), ce Basic est doté de beaucoup plus d'instructions. Parmi les instructions intéressantes, il y a celles permettant la gestion de chaines de caractères (couper une chaine, chercher un caractère, créer une chaine d'espaces), leurs positionnement à l'écran, leur changement de couleurs, la gestion du crayon optique, des instructions graphiques évoluées (rectangles vides ou pleins, cercles vides ou pleins) et ce, en mode graphique (coordonnées [0..319][0..199]) ou caractères (coordonnées [0..39][0..24]), tracés de points, lignes (simples ou double tailles que ça soit en largeur qu'en hauteur. Ce Basic est assez proche des langages Basic des PC de l'époque tel BASICA.
Son évolution vers les Basic 128 et 512 a permis d'ajouter d'autres instructions nécessaires avec les évolutions matérielles (modes vidéo, lecteurs de disquettes...), de nouvelles fonction (Atan, DO...LOOP, tortue, pointeur de souris  etc) ainsi qu'une optimisation des instructions existante ou corrections de bugs (notamment sur l'affichage graphique de cercles)..
A noter qu'il est sorti également un compilateur Basic "Speedy Wonder", édité par Minipuce en 1986 pour l'ensemble de la gamme MOTO.